# Рацек Кобыла из Дворца
Ра́цек Ко́была из Дво́рца (также Двоич, Двоиц или Двойгич; умер в 1416 году) — богемский землевладелец, гетман Вацлава IV и бургграф Вышеграда в период позднего средневековья.

## Биография
О ранней жизни Рацека известно не так много. Впервые он упоминается в 1403 году как надзиратель за добычей серебра в городе Скалице. В том же году город был разрушен Сигизмундом Люксембургским. Рацек эвакуировал город и первоначально отступил в Тальмберг. По сообщениям, в Скалице остались только пожилая женщина и свинья. Спасаясь от продолжающейся угрозы Сигизмунда, Рацек продолжил путь в Раттай, где его принял Гануш из Липы.
На службе у короля Вацлава Рацек помогал вести партизанскую кампанию против семьи Розенбергов. Он действовал с другими людьми, такими как Ян Жижка, Ян Сокол из Ламберка и бандит Матфей Вожак. В 1410 году Вацлав назначил его бургграфом Вышеграда. В 1412 году ему было разрешено построить свой замок недалеко от современной Хоцеради. В 1415 году Рацек был упомянут как покровитель церкви Хоцеради.

В 1416 году Рацек был послан в Кутна-Гору собирать налоги для короля. Он был известным последователем учения Яна Гуса, который был объявлен еретиком. 2 февраля Рацек и 12 его соратников были убиты в таверне толпой шахтеров, подпитываемой религиозным рвением.
«Они схватили их в гостинице, где они остановились, разрезали их тела на куски и выбросили на улицу, где толпа энергично топтала их останки, а затем с веселой песней отправилась в дом проповедника, чтобы получить похвалу за поступок, к которому их подтолкнули»
Его замок вместе с деревней Хоцеради, Ждольнице и Враж оставлены его вдове Анне Ульбичской. Его дети были оставлены под опекой рыцарей Микуласа Стренка и Микуласа Реликтового.

## В культуре
Является прототипом Пана Радцига Кобылы, персонажа Kingdom Come: Deliverance, видеоигры 2018 года.